# 王金发

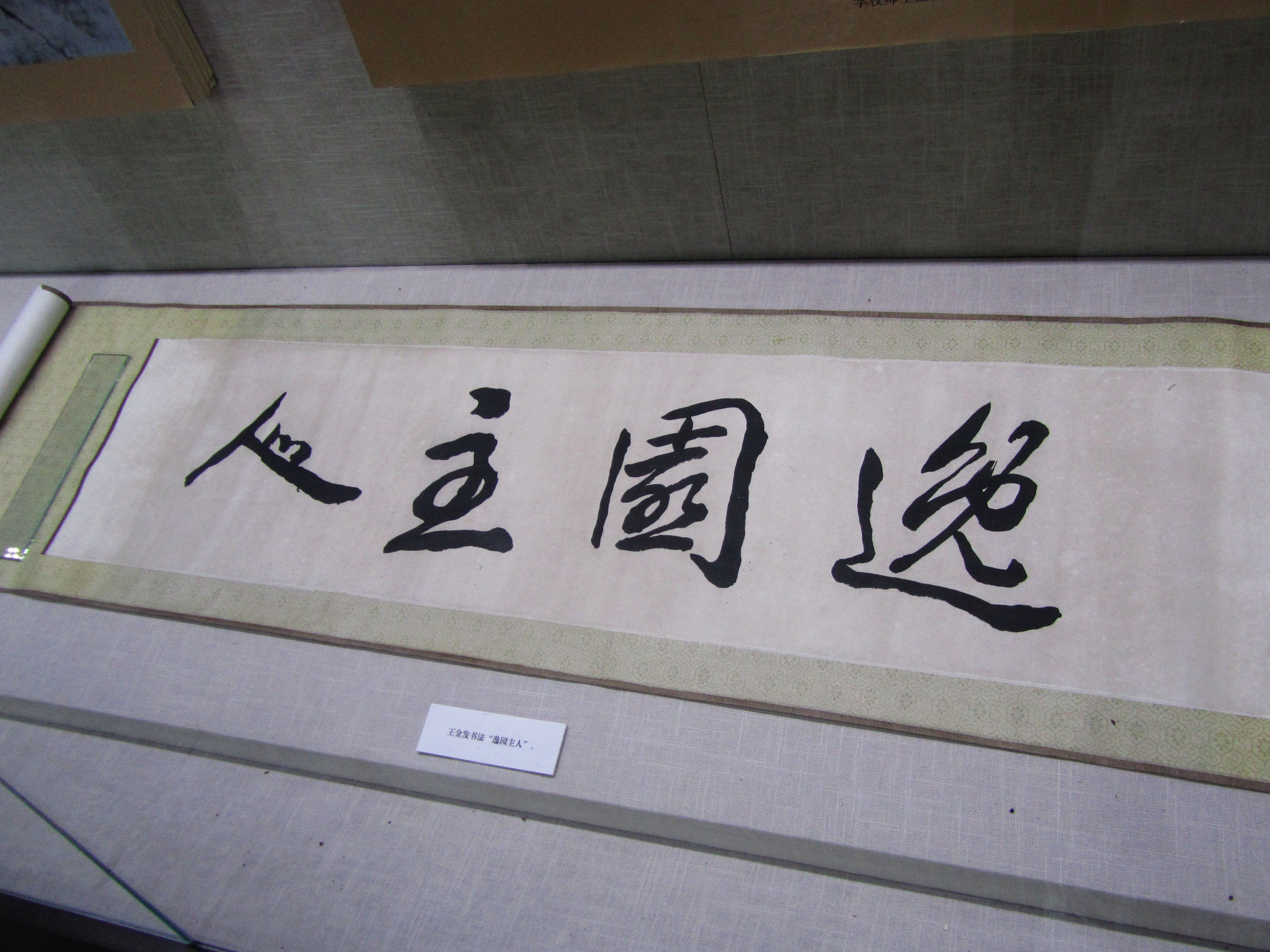
王金發手书“逸园主人”，藏于绍兴大通学堂

王金發（1883年—1915年6月2日），原名王逸、谱名敬贤，字季高，号孑黎，浙江嵊县崇仁镇董龙岗人，浙东会党首领，革命烈士，孙中山称其为“东南第一英杰”。
王金發于1905年时加入绍兴大通学堂，同年留学日本大森体育学校，并加入光复会。返国后，回大通学堂任教，1907年被清廷通辑。武昌起义后，王金發参与光复上海、杭州、绍兴，后任绍兴军政分府都督。二次革命时，任浙江驻沪讨袁军总司令。失败后，逃亡日本。1915年5月，与姚勇忱到杭州时被浙江都督朱瑞抓获。同年6月2日，于杭州陆军监狱被枪杀，7月1日，姚勇忱被枪杀。
鲁迅在《论“费厄泼赖”应该缓行》、《范爱农》、《这个与那个》和《自传》等5篇文章中提及王金發。